# Christian von Bar
Christian von Bar (ur. 5 maja 1952 w Hanowerze) – niemiecki prawnik, profesor nauk prawnych. W 1987 r. założył Institut für Internationales Privatrecht und Rechtsvergleichung w Osnabrück, a w 2003 r. European Legal Studies Institute (ELSI) na Uniwersytecie w Osnabrück i od tamtej pory jest jego kierownikiem. Ponadto od 1999 r. jest przewodniczącym Grupy Studyjnej do spraw Europejskiego Kodeksu Cywilnego.

## Życiorys
W latach 1970–1974 Christian von Bar studiował prawo na Uniwersytecie we Fryburgu Bryzgowijskim, Uniwersytecie w Kolonii oraz Uniwersytecie w Getyndze. Pierwszy egzamin państwowy zdał w 1974 roku w Getyndze. W 1976 r. został doktorem tamtejszego uniwersytetu. W 1977 r. złożył drugi egzamin państwowy w Hanowerze a dwa lata później został w Getyndze doktorem habilitowanym. Od października do grudnia 1979 r. Christian von Bar przebywał jako uczestnik programu LLM w Cambridge. W semestrze letnim 1980 r. był profesorem na Uniwersytecie w Bochum, a w semestrze zimowym 1980/1981 r. na Uniwersytecie w Bonn. Od 1 kwietnia 1981 r. jest profesorem Uniwersytetu w Osnabrück oraz kierownikiem Katedry Prawa Cywilnego, Europejskiego Prawa Prywatnego, Prawa Międzynarodowego Prywatnego i Prawa Porównawczego.
W 1987 r. utworzył Institut für Internationales Privatrecht und Rechtsvergleichung na Uniwersytecie w Osnabrück i był jego kierownikiem do 2003 r., kiedy utworzył European Legal Studies Institute.
W 2010 r. Christian von Bar został mianowany nadzwyczajnym doradcą wiceprzewodniczącej Komisji Europejskiej i Komisarz ds. sprawiedliwości, wymiaru sprawiedliwości i obywatelstwa Viviane Reding.
Jest członkiem korporacji studenckiej Corps Bremensia Göttingen.
22 marca 2013 r. uzyskał tytuł doktora Honoris Causa Uniwersytetu Warmińsko-Mazurskiego w Olsztynie.

## Nagrody i wyróżnienia
Od 1993 r. Christian von Bar jest laureatem Nagrody Gottfrieda Wilhelma Leibniza przyznawanej przez Deutsche Forschungsgemeinschaft. W 2006 r. otrzymał Nagrodę Kraju Związkowego Dolna Saksonia. Pierwszy tytuł doktora honoris causa przyznał mu w 2003 r. Katolicki Uniwersytet w Lowanium w Belgii, a następnie Uniwersytet w Tartu (2007), Uniwersytet w Uppsali (2007), Uniwersytet w Helsinkach (2010), a w październiku 2011 r. Akademia im. Jana Długosza w Częstochowie.
Ponadto von Bar jest członkiem korespondentem Akademii Brytyjskiej (od 2000 r.), członkiem korespondencyjnym Académie internationale de droit comparé (od 2003 r.), członkiem International Academy of Commercial and Consumer Law w Teksasie (od 2004 r.) oraz Honorary Master of the Bench w Gray’s Inn w Londynie (od 1993 r.).